# Церковь Покрова Пресвятой Богородицы (Нижняя Журавка)
Церковь Покрова Пресвятой Богородицы (Свято-Покровский храм) —  православный храм в хуторе Нижнежуравский Ростовской области; Волгодонская и Сальская епархия, Семикаракорское благочиние.

## История
История Покровской церкви хутора Нижнежуравского весьма интересна и отсчитывается с 1856 года, когда деревянная Покровская церковь станицы Константиновской (а до 1835 года этот храм был церковью станицы Бабской), поставленная на берегу Дона, начала крениться из-за деформации берега. После обследования церкви здания выяснилось, что перестраивать её нецелесообразно из-за дороговизны, поэтому станичники решили поставить новую церковь, строительство которой было завершено 28 декабря 1860 года (в 1861 году она была освящена). Старую деревянную церковь разобрали и в 1863 году продали Нижнежуравскому хуторскому обществу, где она в этом же году была построена и освящена.

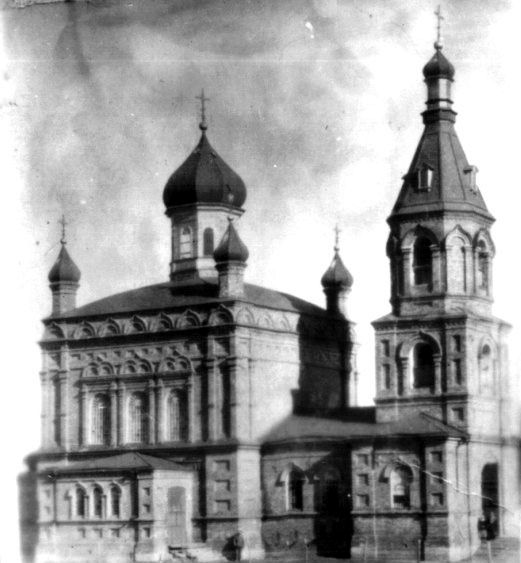
Свято-Покровская церковь до революции

В августе 1878 года храм сгорел и был отстроен усилиями жителей только в 1882 году. С течением времени он состарился, и в 1905 году снова сгорел. В 1910 году казаки хуторов Нижнежуравский и Авилов обратились с прошением о возведении каменного храма. Постановлением Старшего помощника войскового наказного атамана от 7 мая 1910 года, было разрешено «…построить церковь в х. Нижне-Журавском, Нижнекундрюческой станицы I-го Донского Округа на отведенном по приговору общества от 10 апреля 1910 г. месте, на площади вблизи подворья казака Постарнакова Федора, согласно утвержденного проекта…». Строительство каменного храма началось в 1912 года и закончилось в 1914 году. Он был крестовокупольный, четырёхстолпный. Колокольня находилась над притвором и имела пирамидальную форму. Её венчал восьмигранный шатер со световыми окнами. Храм имел один большой купол над основной частью церкви и четыре главки по углам её столпов. Как и в храме Пресвятой Троицы в станице Большая Мартыновка, подкупольное пространство храма украшают семь кокошников со всех сторон.
За годы советской власти храм дважды закрывался дважды — до Великой Отечественной войны и после неё. Церковь использовали под хранилище зерна, купол был разрушен, здание ветшало. Жизнь Свято-Покровского прихода стала возрождаться после распада СССР — с 1994 года, когда храм был возвращен верующим. Усилиями жителей хутора был произведен ремонт крыши, застеклены окна, перекрыт пол.
2 апреля 2012 года указом преосвященнейшего Корнилия, епископа Волгодонского и Сальского, настоятелем Свято-Покровского храма в хуторе Нижнежуравском был назначен иеромонах Серафим (Сеначин Валерий Александрович). В ноябре 2012 года в храме были проведены значительные работы — переложены некоторые стены, внутри проведена покраска и штукатурка. Весной 2014 года были подняты на колокольню семь колоколов. 26 сентября 2014 года на храм был установлен центральный купол и крест. Ремонтно-восстановительные работы в Свято-Покровском храме продолжаются и в настоящее время.